# Ardisia karwinskyana
Ardisia karwinskyana är en viveväxtart som beskrevs av Carl Christian Mez. Ardisia karwinskyana ingår i släktet Ardisia och familjen viveväxter. Inga underarter finns listade i Catalogue of Life.